# Карманьйола
Карманьйола (італ. Carmagnola, п'єм. Carmagnòla) — муніципалітет в Італії, у регіоні П'ємонт,  метрополійне місто Турин.
Карманьйола розташована на відстані близько 510 км на північний захід від Рима, 25 км на південь від Турина.
Населення — 29 092 особи (2014).
Щорічний фестиваль відбувається 8 грудня. Покровитель — Immacolata Concezione.

## Демографія
Населення за роками:

Станом на 1 січня 2023 року в муніципалітеті офіційно проживало 2596 іноземців з 79 країн, серед них 1386 громадян країн Євросоюзу та 32 громадяни України.

## Сусідні муніципалітети
- Караманья-П'ємонте
- Кариньяно
- Черезоле-Альба
- Ломбріаско
- Пойрино
- Ракконіджі
- Соммарива-дель-Боско
- Вілластеллоне